# 夢色の瞬間
『夢色の瞬間』（ゆめいろのとき）は、西村知美の1枚目のスタジオ・アルバム。1986年7月16日発売。2003年11月27日に紙ジャケット仕様でCDが再発売されている。

## 収録曲
1. 夢色のメッセージ
  - （作詞：来生えつこ　作曲：来生たかお　編曲：萩田光雄）
  - デビュー・シングル
2. パールの夜
  - （作詞：来生えつこ　作曲・編曲：武部聡志）
3. きららのピアノ
  - （作詞：吉元由美　作曲：林哲司　編曲：新川博）
4. 風のブティ・ブーケ
  - （作詞：麻生圭子　作曲：林哲司　編曲：鷺巣詩郎）
5. 星の花束
  - （作詞：来生えつこ　作曲：来生たかお　編曲：新川博）
6. 翼にのって
  - （作詞：来生えつこ　作曲：来生たかお　編曲：鷺巣詩郎）
  - 「夢色のメッセージ」のB面曲。
7. FUSHIGI 信じて
  - （作詞：来生えつこ　作曲：来生たかお　編曲：椎名和夫）
8. 幸せの白い雲
  - （作詞：吉元由美　作曲：林哲司　編曲：新川博）
9. 雨上がりの小夜曲
  - （作詞：麻生圭子　作曲・編曲：武部聡志）
10. イメージの中で～バルセローナ～
  - （作詞：安井かずみ　作曲：加藤和彦　編曲：新川博）